# Augangela xanthomias
Augangela xanthomias is een vlinder uit de familie van de wespvlinders (Sesiidae), onderfamilie Sesiinae.
Augangela xanthomias is voor het eerst wetenschappelijk beschreven door Edward Meyrick in 1932. De soort komt voor in het Oriëntaals gebied.